# Bernd Dittert
Bernd Dittert, né le 6 février 1961 à Genthin, est un coureur cycliste allemand. Il a été champion du monde de la poursuite par équipes amateurs avec l'équipe de la RDA en 1981 et champion olympique du contre-la-montre par équipes aux Jeux de 1992 à Barcelone. Il a également remporté la médaille de bronze de la poursuite aux Jeux de 1988 à Séoul. Il a été entraîneur fédéral de l'équipe allemande de cyclisme sur piste de 2000 à 2006. Depuis 2006, il est entraîneur des moins de 23 ans.

## Palmarès sur route
- 1983
  - 3e étape de l'Olympia's Tour
  - 2e du Tour du Loir-et-Cher
- 1984
  - Prologue et 2e (contre-la-montre par équipes) étape du Tour de Basse-Saxe
- 1986
  - 3eb (contre-la-montre) et 5ea étapes du Tour de Basse-Saxe
  - Olympia's Tour :
    - Classement général
    - 5ea étape
- 1987
  - 6e étape du Tour de Pologne
  - 7ea étape de l'Olympia's Tour
- 1989
  - 2e du championnat de RDA du contre-la-montre par équipes
- 1990
  -  Champion d'Allemagne du contre-la-montre par équipes (avec Wolfgang Lötzsch, Mario Hernig et Patrick Lahmer)
- 1991
  -  Médaillé d'argent au championnat du monde du contre-la-montre par équipes
- 1992
  -  Champion olympique du contre-la-montre par équipes (avec Christian Meyer, Uwe Peschel, Michael Rich et Guido Fulst)

## Palmarès sur piste

### Jeux olympiques
- Séoul 1988
  -  Médaillé de bronze de la poursuite individuelle

### Championnats du monde amateurs
- Brno 1981
  -  Champion du monde de poursuite par équipes (avec Detlef Macha, Axel Grosser et Volker Winkler)
- Zurich 1983
  -  Médaillé d'argent de la poursuite par équipes
  -  Médaillé d'argent de la poursuite individuelle
- Colorado Springs 1986
  -  Médaillé d'argent de la poursuite par équipes

### Jeux de l'Amitié
- 1984
  -  Médaillé d'or de la poursuite par équipes (avec Volker Winkler, Mario Hernig, Gerald Mortag et Carsten Wolf)
  -  Médaillé d'argent de la poursuite individuelle

### Championnats nationaux
- Champion de RDA de poursuite par équipe en 1981, 1982,
- Champion de RDA de poursuite individuelle en 1982, 1983, 1986, 1987 et 1988